# Bastia Umbra
Bastia Umbra je obec v provincii Perugia v italském regionu Umbrie, nacházející se 15 km jihovýchodně od Perugie. V roce 2015 zde žilo 21 884 obyvatel na 27,6 km².
Hraničí s Assisi, Bettonou, Perugií a Torgianem.

## Historie
První zprávy o osídlení v této oblasti se datují do 11. století, i když se zde nachází římské ruiny, které dosvědčují přítomnost obyvatel v dávných dobách. Ve středověku byla Bastia zapletena do boje mezi Assisi a Perugií; roku 1319 byla sedm let obléhána a vojáci ji zpustošili. Bastia byla rychle obnovena a zámek s 18 věžemi byl přestavěn. V letech 1300 až 1594 byla majetkem Perugie a následně Papežského státu. Přípona „Umbra“ byla přidána roku 1860.
Je rodištěm italského arcibiskupa Marcella Bartolucciho.

## Geografie
- Průměrná nadmořská výška: 200 m n. m.
- Nejvyšší bod: 215 m n. m.
- Nejnižší bod: 180 m n. m.

Na území Bastia Umbra protékají tři vodní toky: řeka Chiascio, rokle Tescio a Cagnola, příkop který se vlévá do řeky.

## Hlavní památky
- Kostel Santa Croce, postavený roku 1295 z bílého a růžového kamene. Má gotickou fasádu z roku 1334.

## Partnerská města
- Höchberg, Německo
- Sant Sadurní d'Anoia, Španělsko
- Luz-Saint-Sauveur, Francie